# Ancylorhynchus bicolor
Ancylorhynchus bicolor là một loài ruồi trong họ Asilidae. Ancylorhynchus bicolor được Becker trong Becker & Stein miêu tả năm 1913. Loài này phân bố ở vùng Cổ Bắc giới và châu Á.